# Roy Fowler
Roy Fowler (Reino Unido, 26 de marzo de 1934-27 de junio de 2009) fue un atleta británico especializado en la prueba de 10000 m, en la que consiguió ser campeón europeo en 1962.

## Carrera deportiva
En el Campeonato Europeo de Atletismo de 1962 ganó la medalla de bronce en los 10000 metros, corriéndolos en un tiempo de 29:02.0 segundos, llegando a meta tras el soviético Pyotr Bolotnikov que batió el récord de los campeonatos con 28:54.0 segundos, y el alemán Friedrich Janke.